# Brand in der Lüneburger Heide

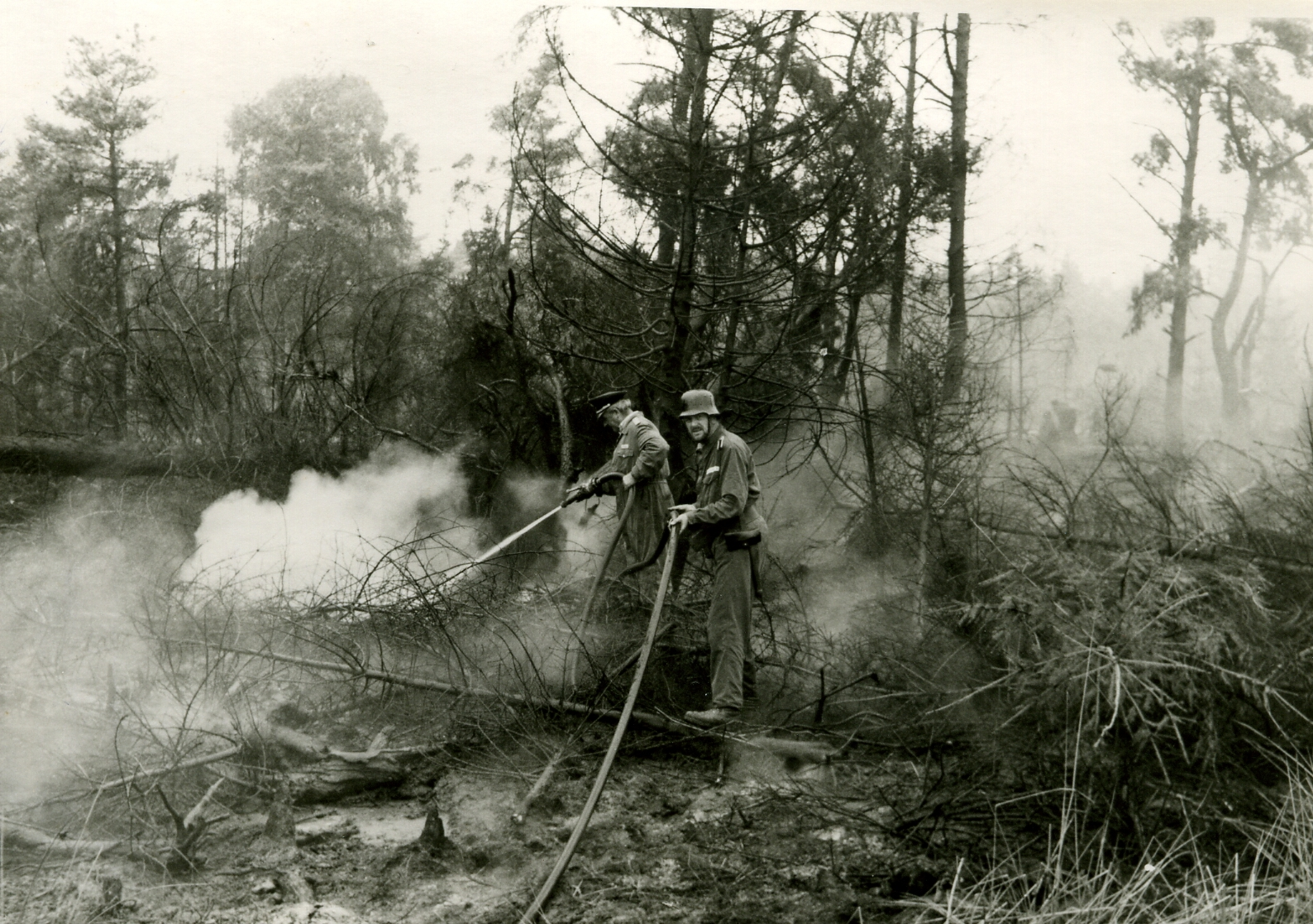
Angehörige der Feuerwehr Eschede bei der Bekämpfung des Waldbrandes bei Eschede, 1975

Der Brand in der Lüneburger Heide vernichtete im August 1975 in der Lüneburger Heide sowie im Wendland auf über 13.000 Hektar Fläche durch rund 300 auslösende Feuer den landschaftlichen Bewuchs. Von dieser Fläche entfielen 8000 Hektar auf Waldflächen mit überwiegendem Nadelwaldbestand und 5000 Hektar auf Moor- und Heideland. Bei der bis dahin größten Brandkatastrophe in der Bundesrepublik Deutschland kamen sieben Menschen ums Leben. Die Waldbrände in den Landkreisen Gifhorn, Celle und Lüchow-Dannenberg waren bundesweit über eine Woche lang die Hauptmeldung in Zeitungen, Radio- und Fernsehnachrichten.

## Ursachen
Der Juli und August waren 1975 in Norddeutschland ungewöhnlich heiß und so gut wie ohne Niederschläge. Die relative Luftfeuchtigkeit lag zwischen 20 und 50 % und die Durchschnittstemperatur 2 bis 3 °C über dem langjährigen Mittel. Die Bedingungen begünstigten die Brandentstehung und -ausbreitung in den Nadelwäldern der Heidelandschaft. Hinzu kam, dass viele Bestände von Sturmholz des „Niedersachsenorkans“ Quimburga vom 13. November 1972 noch nicht beseitigt waren. Die Brandherde waren für Löschkräfte über die unbefestigten Wald- und Heidewege nur schwer erreichbar. Das Feuer konnte sich in der Monokultur des Kiefernwaldes rasch ausbreiten und entwickelte sich in Teilen der Landkreise Gifhorn und Celle zu einem riesigen Waldbrand. Aus dem Orbit fotografierte der sowjetische Wettersatellit Meteor 22 eine 250 Kilometer lange Rauchfahne.
Die Brandursache wurde nur in wenigen Fällen geklärt. An einer Stelle ging man von Funkenflug durch einen Heißläufer oder die feste Bremse eines Schienenfahrzeugs aus, an anderen Orten von fahrlässiger oder vorsätzlicher Brandstiftung.

## Chronologie
Am 8. August 1975 geriet ein Flächenbrand nahe der Ortschaft Stüde in der Südheide außer Kontrolle. Das Feuer breitete sich schnell weiter aus und übersprang den Elbe-Seitenkanal. Neben dem Wald- und Moorbrand zwischen Stüde und Neudorf-Platendorf brachen in den Folgetagen weitere Brände im Bereich des Naturparks Südheide bei Gifhorn, Unterlüß, Eschede und Meinersen aus, die nur schwer einzudämmen waren. Hier Eckpunkte zur Katastrophenbewältigung:
- Am ersten Tag der Brandkatastrophe, am Freitag, dem 8. August 1975 entstand gegen 15 Uhr in der Nähe der Orte Grußendorf, Stüde und Westerbeck im Landkreis Gifhorn ein Wald- und Flächenbrand auf mehreren Quadratkilometern Wald- und Heidelandschaft, der sich zu einer der größten Brandkatastrophen Deutschlands ausweitete.
- Am selben Tag überrollte eine Feuerwalze ein Feuerwehrfahrzeug bei Neudorf-Platendorf, wobei zwei Feuerwehrleute schwere Brandverletzungen erlitten. Ebenfalls am 8. August starb der Gifhorner Kreisbrandmeister an Herzversagen auf der Heimfahrt von einer Einsatzfahrt.
- Einer der Brandherde im Landkreis Celle entwickelte sich am 9. August 1975 um 12:50 Uhr aus einem Feuer im Raum Unterlüß/Schmarbeck. Diese Entwicklung veranlasste die Bundesbehörden in Bonn mit vorbereitenden Planungen für eine Rettungseinsatzbereitschaft.
- Am 10. August um 12:30 Uhr wurde zwischen Eschede und Oldendorf (einem der späteren Lagezentren für die Brandbekämpfung) nahe dem Ort Queloh (Gemeinde Eschede) ein Waldbrand gemeldet. Durch den überwiegenden Bestand an Kiefern-Monokulturen breitete sich das Feuer von dort über eine Fläche von 5160 Hektar Wald schneller aus, als es Einsatzkräfte eindämmen konnten.
- Am späten Nachmittag des 10. August verzichtete Oberkreisdirektor Axel Bruns noch darauf, Hilfe aus Lüneburg anzufordern, wogegen die Polizei dessen Stellvertreter Gerrit von Germar aufforderte, in Oldendorf wegen der bedrohlichen Situation eine eigene Einsatzzentrale zu bilden. Gegen 22 Uhr forderte Germar 15 Feuerlöschzüge aus Lüneburg zur sofortigen Hilfe an, jedoch trafen zu wenige Löschfahrzeuge zu spät zur Hilfe ein.
- Am 10. August entwickelte sich an der B 188 bei Meinersen ein neuer Waldbrand, der sich in Richtung des Ortes ausbreitete. Nachdem der Brand kurz vor dem Ort gestoppt werden konnte, drehte plötzlich der Wind und trug die 20 m hohen Flammen in eine andere Richtung. Dadurch wurde einem Tanklöschfahrzeug der Freiwilligen Feuerwehr Wolfsburg-Fallersleben der Fluchtweg abgeschnitten. Fünf Feuerwehrleute aus Fallersleben und Hohenhameln kamen ums Leben, als sie mit ihrem Einsatzfahrzeug von Flammen eingeschlossen wurden. Sie konnten auch nicht durch einen darüber fliegenden Hubschrauber gerettet werden, weil er nicht  über eine Rettungsseilwinde verfügte.
- Am 10. August erklärte Hans-Rainer Frede, Präsident des Regierungsbezirks Lüneburg, den Katastrophenfall.[1] In der Nacht zum 11. August wurde die angebotene Unterstützung des Bundes zur Katastrophenbekämpfung abgerufen.
- Am 11. August wurde ein Einsatz von Bundeswehr und Bundesgrenzschutz angesichts der sich ausbreitenden Katastrophe befürwortet. Neben der ersten Einsatzzentrale in Oldendorf wurde beim Regierungspräsidenten in Lüneburg ein Katastrophen-Dezernent eingesetzt. Unterstützt von zwei Mitarbeitern sollte er für einen zentralen Landeseinsatz sorgen. Dies konnte – im Nachhinein betrachtet – ein Auslöser für später folgende Kompetenzprobleme sein.
- Am 11. August wurden erste Einsätze mit französischen Löschflugzeugen geflogen.
- Am 12. August 1975 um 11:55 Uhr brach in der Nähe von Gorleben (Kreis Lüchow-Dannenberg) ein weiteres Großfeuer aus, das bis 22 Uhr etwa 2.000 Hektar Wald- und Ackerfläche vernichtete. Die Bekämpfung des Brandes gestaltete sich von Anfang an schwierig, weil zunächst nur ein Tanklöschfahrzeug zur Verfügung stand. Diesem gelang es zwar, zweimal die Feuerspitze zu brechen, aufgrund des starken Windes und des Mangels an weiteren Tanklöschfahrzeugen konnte es den Brand nicht aufhalten. Zeitweise drohte das Feuer auf DDR-Flächen überzugreifen, weshalb man die DDR-Behörden informierte. Weil der Wind abdrehte, griffen die Flammen nicht auf das Gebiet der DDR über. In den Nachmittagsstunden mussten die Ortschaften Nemitz, Lanze und Prezelle evakuiert werden; sie blieben jedoch vom Feuer verschont. Durch Einsatz von Bergepanzern und Planierraupen der Bundeswehr, Verstärkung durch Einheiten des Bundesgrenzschutzes und Hilfe der aus Nordrhein-Westfalen und Schleswig-Holstein nachrückenden Feuerwehren konnte die Brandsituation – auch durch Lagebeobachtung aus Hubschraubern – etappenweise bekämpft und die Bedrohung der Ortschaft Trebel abgewendet werden. Die Brände konnten bis in die Abendstunden eingedämmt werden. Die Brandfläche vergrößerte sich in diesem Bereich in den Folgetagen nicht mehr nennenswert.
- Am selben Tag traten zunehmend erhebliche Kompetenzschwierigkeiten auf, die sich einerseits aus Fragen der Zuständigkeiten ergaben, andererseits auf dem Beharren an der Führung von Lage- bzw. Einsatzzentralen beruhten. Angesichts des Zwangs zum Handeln bestand wenig zeitlicher Spielraum zur Klärung der unter- und übergeordneten Hierarchien der Einsatzkräfte. Nach rechtlichen Maßstäben lag die Führung im Katastrophenfall allein beim Land Niedersachsen, auch über eingesetzte Einheiten des Bundes.
- Am 13. August standen auch nordwestlich von Celle 50 Quadratkilometer in Flammen, am meisten bedroht war der kleine Ort Hustedt.
- An diesem Tag beauftragte Niedersachsens Innenminister Groß den BGS-Oberstleutnant Herbert Mally, bis dahin vor Ort Stellvertreter von BGS-General Kühne, mit der Oberleitung, um die Kompetenzschwierigkeiten zu beenden. Diese Beauftragung kam einer Suspendierung Kühnes nahe. Bereits zuvor war der Oberkreisdirektor Axel Bruns von den Aufgaben suspendiert worden; Bruns wurde jedoch drei Tage später wieder zu dessen Aufgaben berufen.
- Am 14. August übernahm in der Katastrophenhilfe die Bundeswehr mit Generalmajor Wilhelm Garken, Kommandeur der damaligen 1. Panzergrenadierdivision die Einsatzleitung mit BGS-Oberstleutnant Mally als Stellvertreter und Bundeswehr-Oberst Eberhard Wetter als Stabschef.
- Inzwischen war Frankfurts Branddirektor Ernst Achilles eigeninitiativ an einem Brandabschnitt mit Feuerwehrtrupps und Bundeswehrkräften in der Brandeindämmung erfolgreich tätig geworden. Im Kompetenzgerangel hatte er sich nicht durchsetzen können und sich daher an seinen Brandsektor begeben. Wegen überbelegter Funkkanäle betrieb er einen separaten Funkverkehr mit seiner „Leitstelle Hessen“.[3]
- Am selben Tag begann die Bundeswehr in größerem Umfang Brandschutzschneisen mit Bergepanzern und Planierraupen zu schaffen, die Schneisen zu sichern und vor Funkenflug durch Wassereinsatz zu schützen. Dazu verlegte auch die Bundeswehr eine kilometerlange Löschwasser-Rohrleitung. Bis dahin war die Löschwasserversorgung unkoordiniert verlaufen, weshalb die Feuerwehrfahrzeuge teils erhebliche Entfernungen von und zu den Brandstellen zurücklegen mussten.
- Vom 15. bis zum 17. August wurden die Löscharbeiten an allen Brandstellen ohne Pause, koordiniert durch die 1. PzGrenDiv unter Leitung von Generalmajor Garken, erfolgreich fortgesetzt und abgeschlossen.
- Am 18. August 1975 wurde der Katastrophenalarm aufgehoben.

## Löscheinsatz

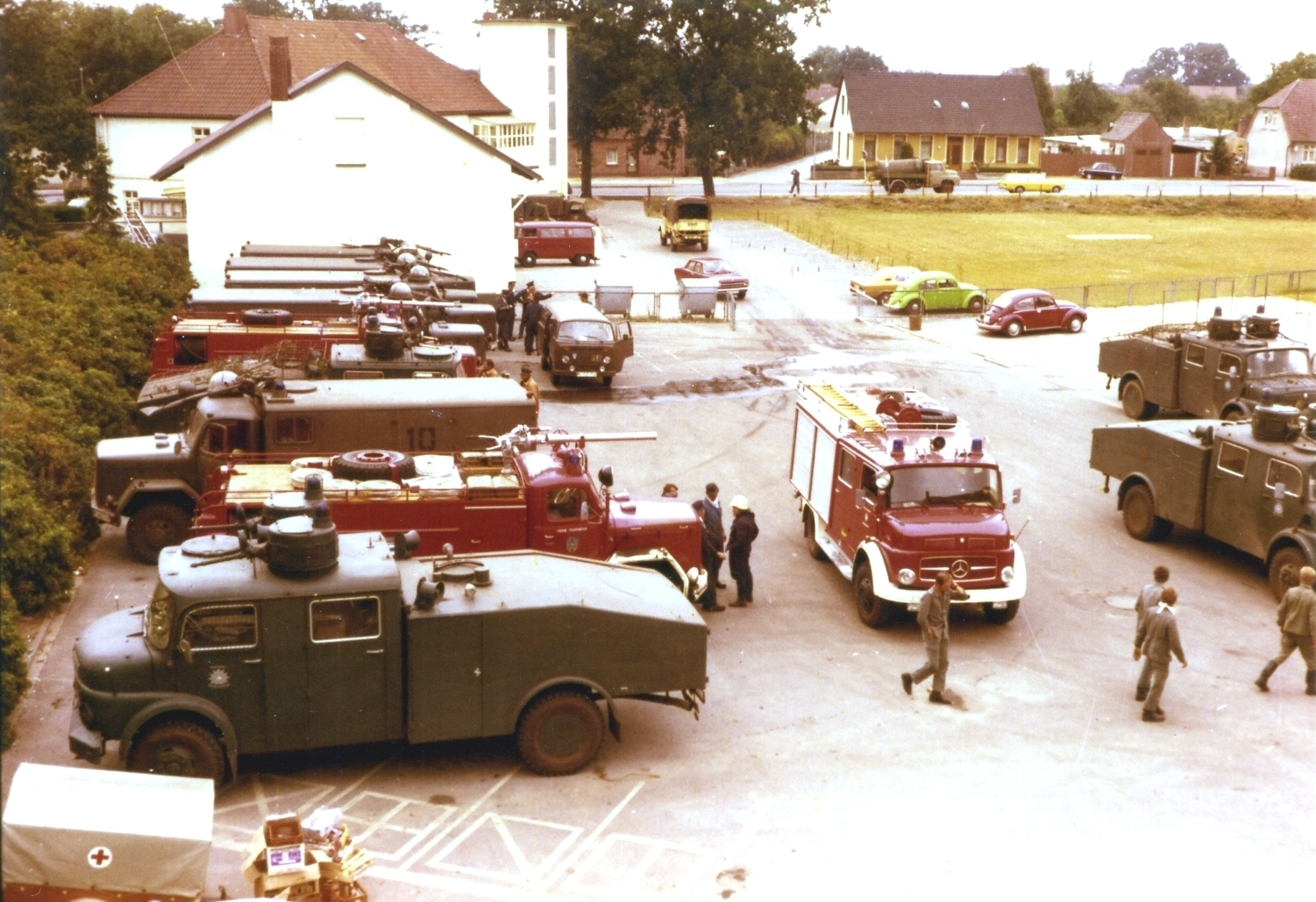
Löschfahrzeuge der Freiwilligen Feuerwehr und der Bundeswehr sowie Wasserwerfer (Wawe4000) der Bereitschaftspolizei Hannover sammeln sich in Eschede für den Einsatz, 1975

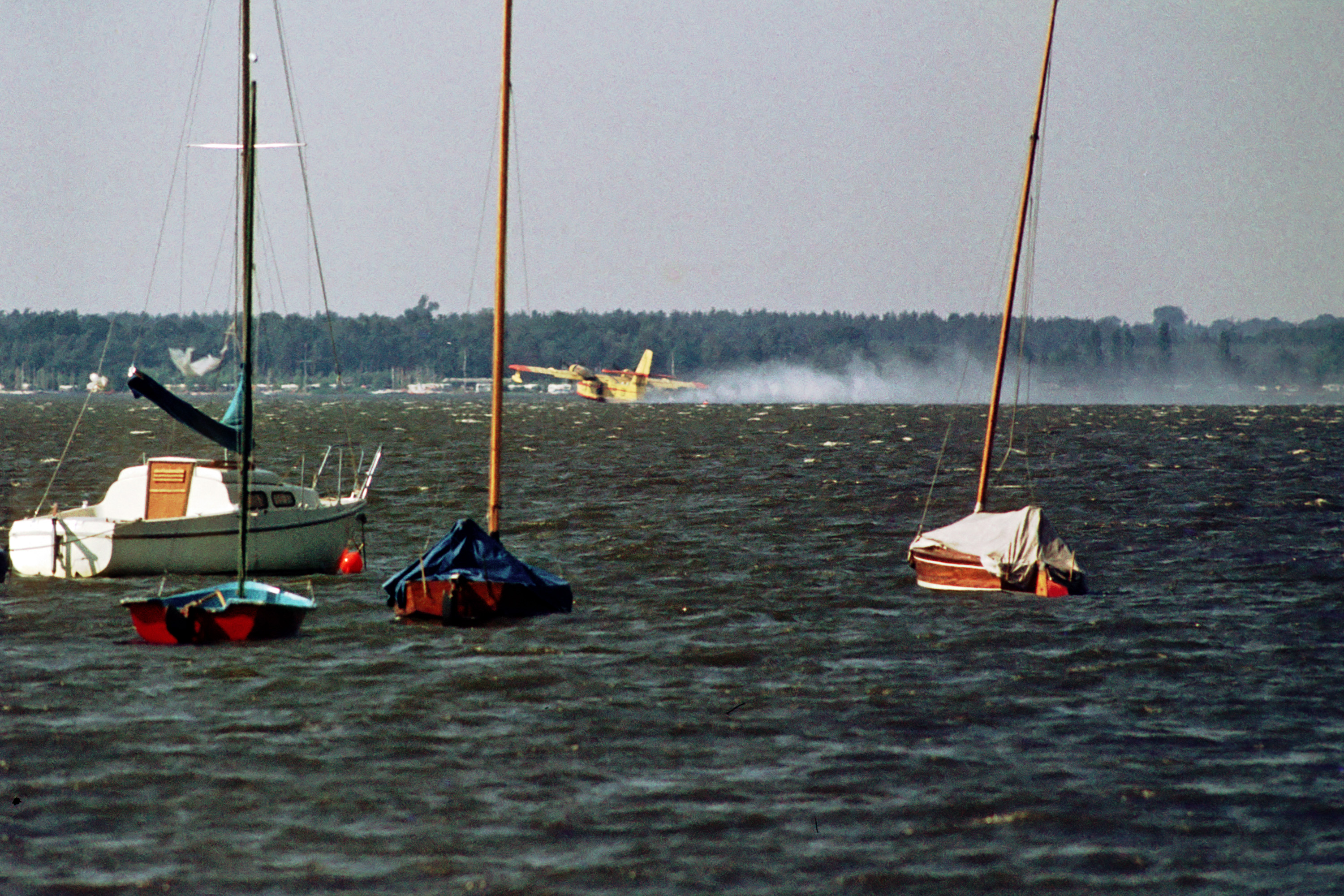
Löschflugzeug bei der Wasseraufnahme auf dem Steinhuder Meer, August 1975

Aus neun deutschen Bundesländern waren etwa 15.000 Feuerwehrleute mit 3.800 Feuerwehrfahrzeugen in der Brandbekämpfung tätig. Aus dem gesamten Bundesgebiet waren auch andere Institutionen und Behörden wie Polizei, Forstverwaltungen sowie Hilfsorganisationen wie Deutsches Rotes Kreuz, Johanniter-Unfall-Hilfe, Malteser Hilfsdienst und Arbeiter-Samariter-Bund im Kampf gegen die Waldbrände in Niedersachsen eingesetzt.
Durch Einsatz von zahlreichen Einheiten aus der Kompetenz des Bundes (rund 11.000 Bundeswehrsoldaten, Bundesgrenzschutz-Beamte, Zoll-Beamte, Helfer des Technischen Hilfswerks (THW)) wurde massiver Technik-Einsatz ermöglicht. Mit geländegängigen Radfahrzeugen, 360 Panzern und schweren Räumgeräten (darunter Bergepanzern mit Räumschild) sowie Hubschraubern (überwiegend Bundeswehr und Polizei) sowie Funk- und Fernmeldefahrzeugen konnte mit Brandschneisen und verbesserter Führung der Feuerwehrkräfte eine weitere Ausbreitung des Feuers verhindert werden. Den Löschtrupps wurden Bw-Funktrupps zugeordnet, die kartenkundig deren Orientierung sowie die Führung über Funk sicherstellten. Ebenso wurden die Führungsebenen auch funkmäßig miteinander verbunden.
Von erster Stunde an waren in Deutschland stationierte niederländische Soldaten und britische Militär-Pioniere unbürokratisch an der Brandbekämpfung beteiligt.
Erstmals wurden drei Löschflugzeuge aus Frankreich vom Typ Canadair CL-215 zur Unterstützung eingesetzt. Sie schützten ausschließlich die im Brandgebiet liegenden kleinen Ortschaften und Bauerngehöfte. Das Wasser holten sie zunächst aus dem Steinhuder Meer, später wurden sie auf dem Fliegerhorst Celle-Wietzenbruch mit Wasser befüllt.
Auch wurden Transporthubschrauber Sikorsky CH-53 zum Löschen eingesetzt und ebenfalls in Celle-Wietzenbruch mit Wasser befüllt.
In der Bundeswehrkaserne in Wesendorf wurden Flugfeldlöschfahrzeuge aus dem Rheinland stationiert.
Die Witterungsbedingungen, die schlechten Wegeverhältnisse und ständig wechselnde Winde erschwerten die Löscharbeiten. Das größte Problem war der Löschwassermangel. Natürliche Wasserentnahmestellen wie Teiche, Kiesgruben oder Flüsse lagen meist weit von den Brandstellen entfernt. Tanklöschfahrzeuge mussten lange Strecken fahren, um ihre Wasservorräte auffüllen zu können.

## Löscheinsatz von der Schiene
Für die Brandbekämpfung an der Bahnstrecke zwischen Eschede und Garßen kam auch ein Schienenlöschzug der Deutschen Bundesbahn zum Einsatz. Die Bahnfeuerwehr Hannover hatte sich ab dem 12. August 1975 für den Katastropheneinsatz bereitzuhalten. Für die Bildung des Schienenlöschzuges standen vier Kesselwagen mit je 45.000 l Wasser und ein Flachwagen zur Verfügung.
Auf dem Flachwagen wurde das Tanklöschfahrzeug TLF 16 der Bahnfeuerwehr Hannover transportiert; zwei Kesselwagen bildeten dessen Wasservorrat. Eine Diesellok fuhr in der Zwischenzeit mit den anderen beiden Wagen nach Uelzen, um sie dort am Wasserkran neu zu befüllen. Der Einsatz dieses Löschzuges war am 16. August 1975 beendet. Für künftige Fälle stationierte die Deutsche Bundesbahn entlang der Bahnstrecke Hannover–Celle insgesamt vier Wasserwagen.

## Folgen

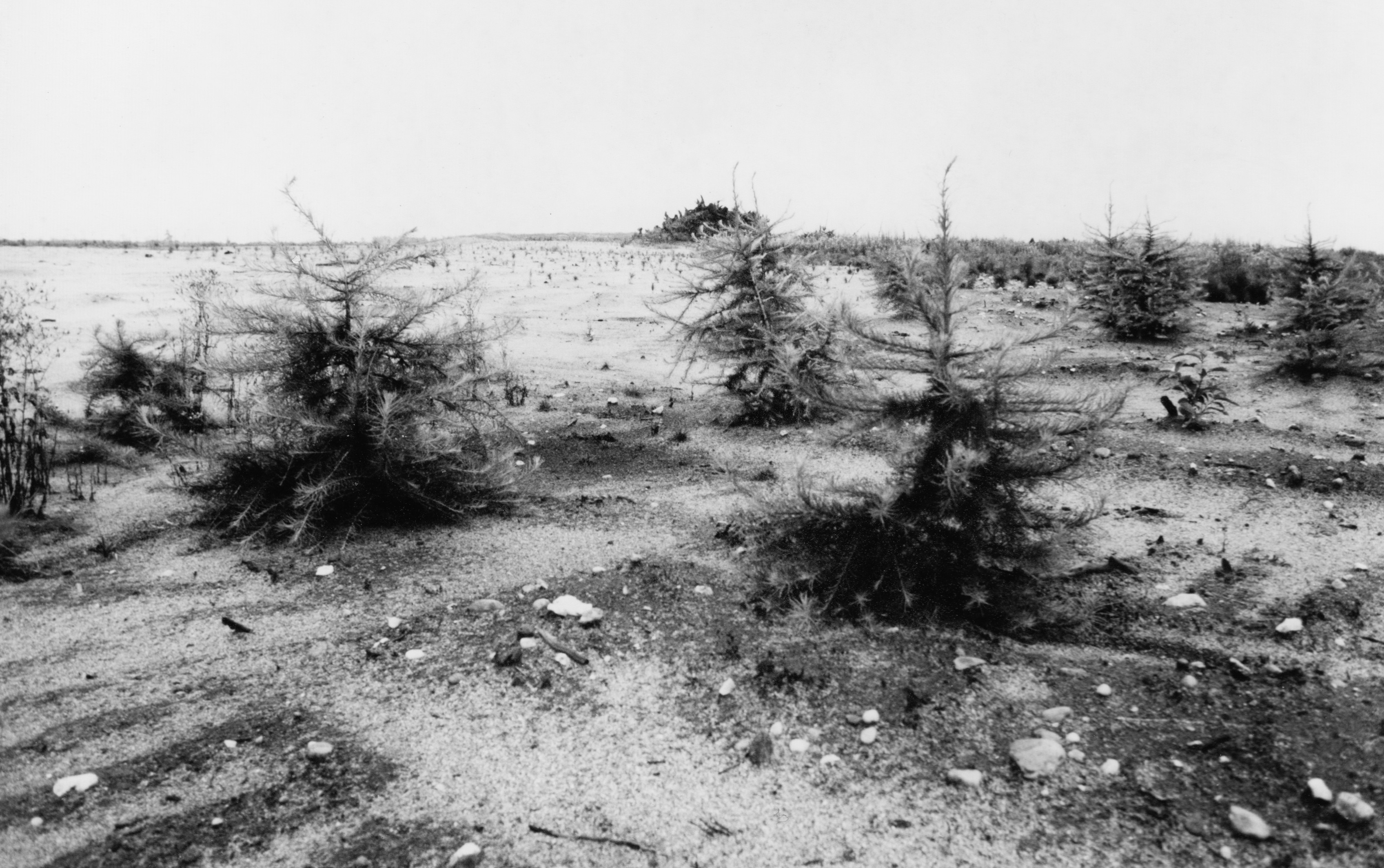
Landschaft bei Eschede nach dem Brand

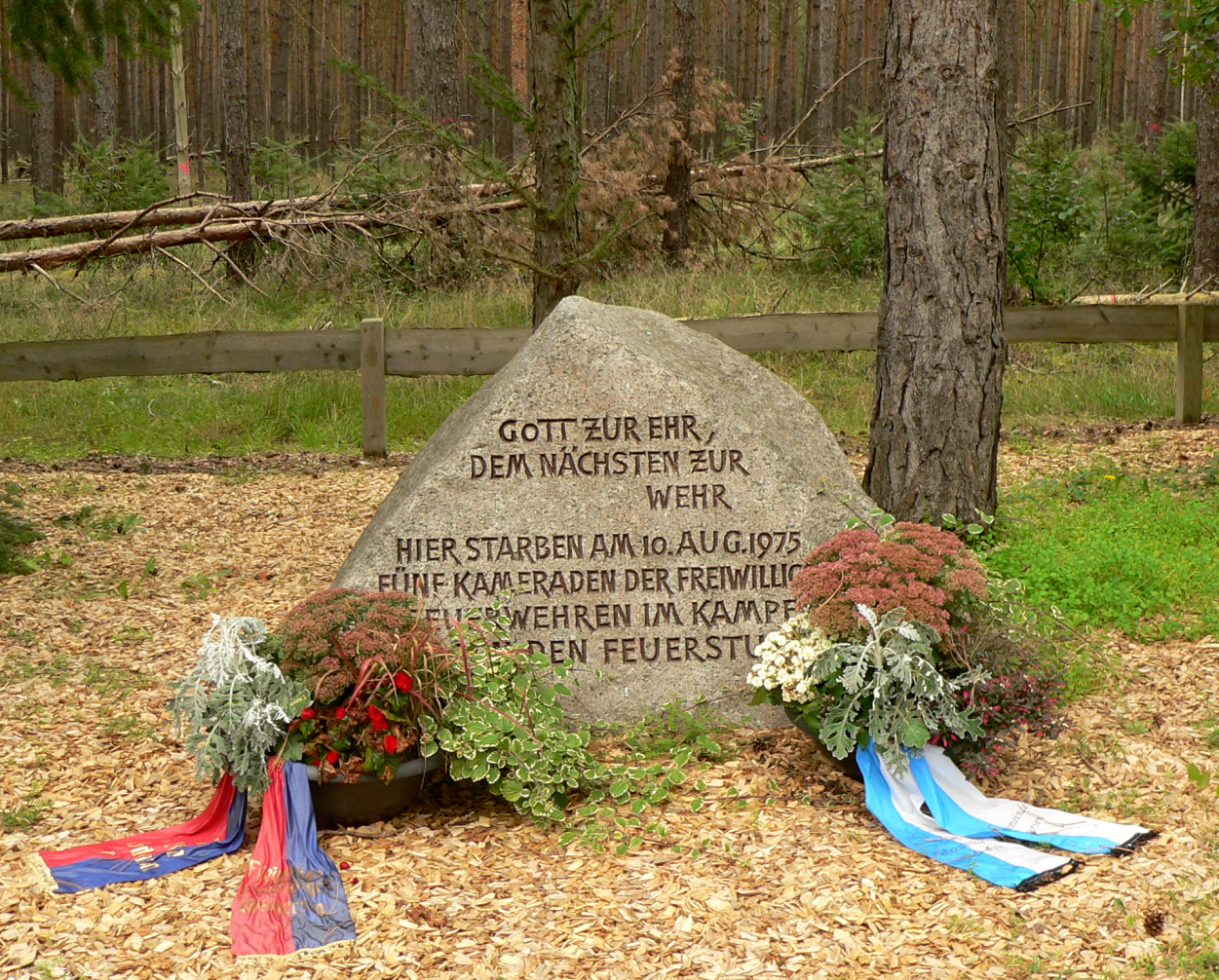
Gedenkstein für die fünf ums Leben gekommenen Feuerwehrleute an der Unglücksstelle bei Meinersen

Über 8000 Hektar Wald und einige Gebäude wurden vernichtet. Die Kosten der Wiederaufforstung wurden seinerzeit auf umgerechnet 40 Millionen Euro geschätzt. Unmittelbar nach dem Brand wurde der für den Landkreis Celle zuständige und dem Problem nicht gewachsene Oberkreisdirektor ersetzt. Die zuständigen behördlichen Dienststellen in der Bundesrepublik waren zu diesem Zeitpunkt auf Großschadensfälle dieses Ausmaßes nicht vorbereitet. Infolgedessen kam es auch zu Kompetenzgerangel (bis Generalmajor Wilhelm Garken von der 1. Panzergrenadierdivision der Bundeswehr die Leitung übernahm) und Missverständnissen auf Leitungsebene, die einer koordinierten und effektiven Arbeit im Wege standen.
Am Unglücksort der fünf ums Leben gekommenen Feuerwehrleute in einem Waldgebiet östlich von Meinersen wurde ein Denkmal errichtet (Position), das von der 600 Meter nördlich verlaufenden B 188 ausgeschildert ist. Es besteht aus einem eingefriedeten Bereich mit einem großen Gedenkstein und fünf kleineren, symbolisch für jeden Verstorbenen. In der Region ist der 10. August als Todestag der fünf Feuerwehrleute ein Tag des Gedenkens, an dem die Feuerwehren der Samtgemeinde Meinersen an der Gedenkstelle zusammenkommen.
An alle, die bei der Brandbekämpfung tätige Hilfe geleistet hatten, sowie an diejenigen, die durch ihren Einsatz ihr Leben verloren, wurden – auch posthum – die Gedenkmedaille aus Anlass der Waldbrandkatastrophe im August 1975 sowie eine Urkunde verliehen. Dies gilt auch für den Polizisten, der bei der Verfolgung eines mutmaßlichen Brandstifters tödlich verunglückte, und für den Kreisbrandmeister, der auf der Fahrt vom Brandort nach Hause einen Herzinfarkt mit Todesfolge erlitt. Ungeklärt ist die Versorgung der Hinterbliebenen.

### Allgemeine Regelungen
Das Niedersächsische Ministerium für Ernährung, Landwirtschaft und Forsten erhielt Ende 1975 von der Bezirksregierung Lüneburg Erfahrungsberichte der besonders von Waldbränden betroffenen Forstämtern. Daraus wurden folgende Verbesserungen beim Einsatzfall
abgeleitet:
- Zuständigkeitsregelung für die technische Leitung und die Einsatzleitung
- Sprechfunkausrüstung für die eingesetzten Forstleute
- Kennzeichnung der eingesetzten Forstleute durch Dienstkleidung

### Feuerwehrausstattung
Die Feuerwehren wurden in der Folge der Waldbrandkatastrophe besser ausgestattet:
- Sie erhielten Waldbrandeinsatzkarten auf dem Standard der Bundeswehr und der Forstverwaltung mit Angaben über Wege- und Löschwasserverhältnisse
- Einsatzfahrzeuge mit Allradantrieb wurden angeschafft.
- Feuerwehren hatten vor dieser Katastrophe nur Wenigkanal-Funkgeräte (SEM 37/47/57), wodurch es beim Einsatz zu Verständigungsproblemen kam. Die zur überörtlichen Löschhilfe angerückten Einsatzkräfte hatten nur ihren jeweiligen Heimatkanal bestückt – nicht aber den Funkkanal vor Ort. Infolgedessen verbrannten mehrere Löschzüge, da sie nicht um Verstärkung rufen konnten. Nach diesem Einsatz wurde die Verwendung von Vielkanal-Funkgeräten (FuG-7/8) zur Vorschrift.
- Zur besseren Ausstattung gehörte auch die vermehrte Anschaffung des Tanklöschfahrzeuges 8/18 mit einem vergrößerten Wassertank (1.800 l), der sogenannte Niedersachsentanker.
- Außerdem wurden Einsatzleitwagen angeschafft und die sogenannten Fernmeldezüge eingerichtet.
- Des Weiteren wurde der Katastrophenschutz verbessert, was sich 1998 beim ICE-Unglück von Eschede positiv auswirkte.
- Außerdem gab es zahlreiche Übungen in großen Stäben für den Katastrophenfall und eine Intensivierung der Übungen auf der Ortsebene.

### Präventiv- und Baumaßnahmen

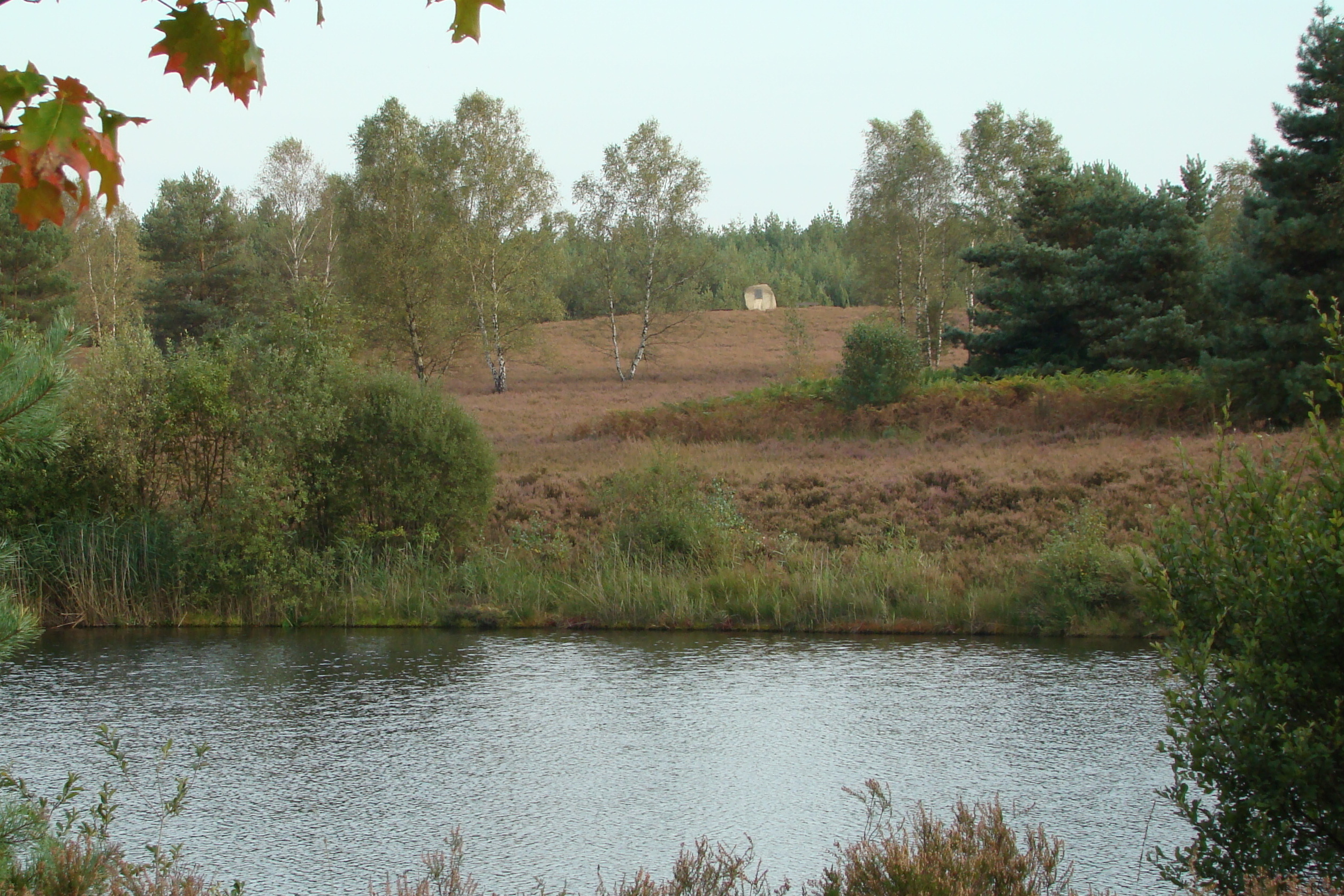
Löschwasserteich zwischen Oldendorf und Eschede mit Gedenkstein im Hintergrund. Nahe dieser Stelle entstand am 10. August 1975 der Waldbrand im Landkreis Celle.

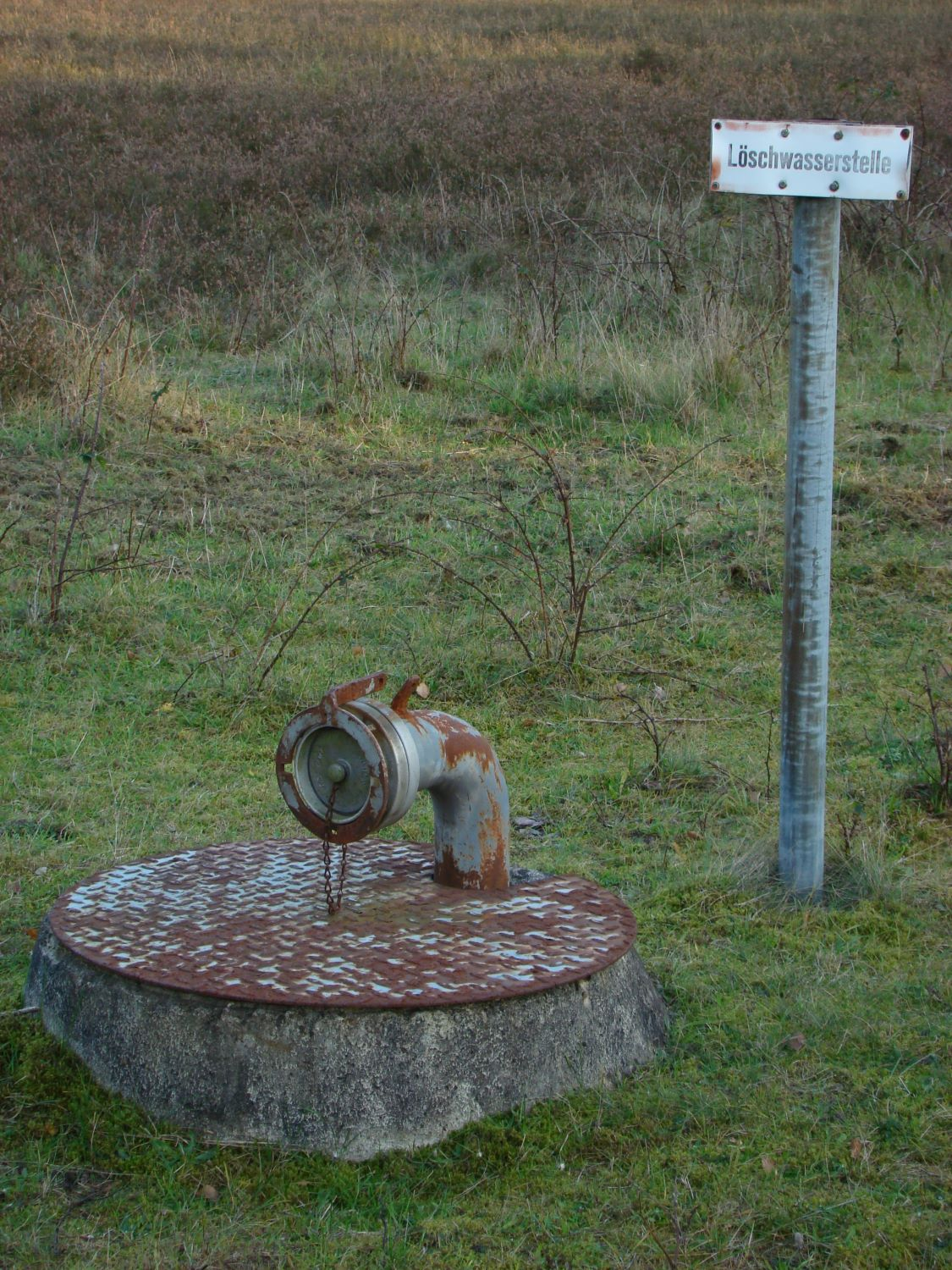
Tankstutzen eines Löschwasser-Vorratstanks

Als Folge der Brandkatastrophe ist der Brandschutz in der Lüneburger Heide, aber auch deutschlandweit wesentlich verbessert worden. Auch in der Forstwirtschaft wurden Präventivmaßnahmen getroffen. Um bei künftigen Waldbränden besser gerüstet zu sein, wurden befestigte Zufahrtswege für Löschfahrzeuge angelegt. An vorhandenen Seen, Fischteichen oder Kiesgruben wurden Löschwasser-Entnahmestellen eingerichtet. In besonders gefährdeten Gebieten wurden Löschwasserteiche angelegt, um eine schnelle und effiziente Wasseraufnahme durch Löschfahrzeuge zu ermöglichen. Wo Fließgewässer zur Wasserentnahme fehlten, legte man ausgediente Heizöltanks mit Inhalten zwischen 20.000 und 100.000 Litern als Löschwasser-Vorratstanks in die Erde.
Bei kritischen Wetterlagen und in besonders gefährdeten Gebieten wurde bei entsprechender Waldbrandwarnstufe ein Feuerwehr-Flugdienst zur Luftbeobachtung der Wälder eingesetzt, was eine bessere Früherkennung ermöglicht.
Das Feuerwachturmnetz in größeren Kiefernwäldern wurde auf Lücken hin überprüft und nachgebessert. Auch wurden Laubholzriegel zur Gliederung großer Kiefernwälder angelegt.
Es entstanden Schneisen und Laubholzränder an ausgewählten Wegen und als zusätzliche Gliederung großer Kiefernflächen. An Wälder angrenzende Stoppelfelder mussten bei Waldbrandgefahr umgepflügt werden.

### Wiederaufforstung
Bei der Wiederaufforstung der durch den Sturm und den Waldbrand vernichteten Waldflächen war anfangs ein Abgehen von den Kiefern-Monokulturen angedacht. Es sollten mehr Laubbäume (Eichen und Buchen) angepflanzt werden. Bodenuntersuchungen ergaben aber, dass Laubwald wegen des kargen Sandbodens nur auf sehr wenigen Standorten möglich war. Der Waldbrand hatte zudem viel vom vorhandenen Humusboden zerstört. An den Waldrändern pflanzte man teilweise Lärchen, die als Brandschutz dienen sollten. Ansonsten wurden die Brandflächen wieder flächendeckend mit Kiefern aufgeforstet. Bei Trebel entstand nach dem Jahr 1975 auf nicht wieder aufgeforsteten Flächen auf rund 550 Hektar die Nemitzer Heide.

### Randerscheinungen
Eine durch den Brand nahe Gorleben entstandene Lichtung wurde im Jahr 1980 von Mitgliedern der Anti-Atomkraft-Bewegung besetzt. Sie riefen die Republik Freies Wendland aus, die einen Monat lang als Hüttendorf auf der Brachfläche bestand.